# Nicola Occhiocupo
Nicola Cesare Occhiocupo (Villa Bozza, 13 luglio 1936) è un costituzionalista italiano.

## Attività accademica
Allievo di Giuseppe Ferrari, è Professore emerito di Diritto Costituzionale della Università degli Studi di Parma, della quale è stato eletto quattro volte Rettore, e due volte Preside della Facoltà di Giurisprudenza. In tale Facoltà, avvia e sviluppa la sua attività didattica, accademica e scientifica ed assume la responsabilità della Cattedra di Diritto Costituzionale, come incaricato prima e come ordinario dopo, dal 1974 fino al collocamento fuori ruolo, il 31 marzo 2000, a seguito della nomina a Componente dell’Autorità Garante della Concorrenza e del Mercato, durata per tutto il periodo del mandato, fino al marzo 2007, quando riprende l’attività di docente.

## Attività scientifica
La produzione scientifica del Prof. Occhiocupo investe tematiche centrali del Diritto costituzionale analizzate, in una puntuale visione sistematica, con richiami a teorie generali, al diritto straniero, alla storia, a vicende politiche, e propone percorsi di ricerca innovativi che hanno aperto prospettive, di indagine e dibattito, tuttora di rilevante attualità nell'agenda dottrinale, giurisprudenziale, e politica del Paese. Ha come filo conduttore costante la Costituzione, la sua ispirazione di fondo, i principi fondamentali, ed è proteso a cogliere - nel rigoroso rispetto del metodo e degli strumenti della scienza giuridica - le direttrici di movimento e di sviluppo dell'evoluzione storica della realtà sociale, fonte e forza primigenia del diritto.

## Incarichi accademici e istituzionali
• Componente dell'Autorità Garante della Concorrenza e del Mercato (AGCM), dall'aprile 2000 al marzo 2007, nominato dai Presidenti del Senato della
Repubblica e della Camera dei Deputati.
• Eletto quattro volte Rettore dell'Università degli Studi di Parma (1º novembre 1989 - 31 marzo 2000, data in cui interrompe il mandato a seguito della nomina a
componente dell'AGCM).
• Eletto due volte Preside della Facoltà di Giurisprudenza della Università degli Studi di Parma (1º novembre 1984 - 31 ottobre 1989).
• Eletto Presidente del Collegio Europeo di Parma, (1988 - marzo 2000), di cui è promotore e cofondatore.
• Eletto Presidente del Parco Scientifico e Tecnologico di Parma (1997 - marzo 2000).
• Componente di diritto, quale Rettore, del Consiglio Generale dell'Ordine Costantiniano di San Giorgio, del Consiglio della Fondazione Magnani Rocca di
Parma, dell'Istituto di Studi Verdiani di Parma.
• Presidente del Nucleo di Valutazione della Libera Università S. Pio V (2009-2011).
• Preside f.f. della Facoltà di Scienze Morali, Giuridiche ed Economiche dell'Università Nazionale della Somalia, per delega del prof. Alberto Trabucchi,
Presidente del Comitato Tecnico dell'Università degli Studi di Padova per l'Università Nazionale della Somalia (Anni Accademici semestrali 1971-72 / 1972-73).

## Scritti
Volumi
• Il Segretariato Generale della Presidenza della Repubblica, Giuffrè, Milano, 1973, pp. XVI - 444.
• La “Camera delle Regioni”, Giuffrè, Milano, 1975, pp. 1–80, pubblicato anche in Scritti in onore di Costantino Mortati. Aspetti e tendenze del diritto costituzionale, 4, Giuffrè, Milano, 1977, pp. 385 ss..
• La Corte costituzionale tra norma giuridica e realtà sociale. Bilancio di vent'anni di attività (curatore), il Mulino, Bologna, 1978, pp. 528, ristampato da Cedam, Padova, 1984, pp. 528. Il volume contiene gli “atti” del Convegno, promosso ed organizzato dal Curatore nella Facoltà di Giurisprudenza dell'Università di Parma, 27-30 maggio 1976.
• La Corte costituzionale come giudice di “opportunità” delle leggi, il Mulino, Bologna, 1978, pp. 13–75, pubblicato nel volume sub. 3, e, in versione non integrale, in Giurisprudenza Costituzionale, 1977, I, 1698 ss., (ripubblicato nel volume Costituzione e Corte Costituzionale. Percorsi di un rapporto “genetico” e indissolubile, Giuffrè, Milano, 2010, pp. 57 ss.).
• Liberazione e promozione umana nella Costituzione. Unità di valori nella pluralità di posizioni, Giuffrè, Milano, 1983, pp. 1–96, ristampato con introduzione ed
integrazioni, 1988 e 1995, pp. 1–120, e 1995.
• La Corte Costituzionale: “esigenza intrinseca” della Costituzione repubblicana, Laterza, Bari-Roma, 2006, pp. 1–100, e in S. Labriola (a cura di), Valori e principi del regime repubblicano, 3, Legalità e Garanzie, Laterza, Bari-Roma, 2006, pp. 461–563, (ripubblicato nel volume Costituzione e Corte Costituzionale. Percorsi di un rapporto “genetico” e indissolubile, Giuffré, Milano, 2010, pp. 1 ss.).
• Costituzione e Corte Costituzionale. Percorsi di un rapporto “genetico” dinamico e indissolubile, Giuffrè, Milano, 2010, pp. IX-XIV-289.
Articoli, relazioni, voci in Enciclopedie
• L'Ente regionale e la designazione del suo Capoluogo, in Rivista Trimestrale di Diritto Pubblico, 1964, pp. 383 ss.
• Dalle dimissioni del Gabinetto Fanfani alla formazione del Governo Moro. Cronache di una crisi di Governo, in Rassegna Diritto Pubblico, 1964, pp. 273 ss.
• Proposte e dibattiti sulla “Camera delle Regioni”, in Le Regioni, 1976, pp. 749 ss.
• Considerazioni sul valore delle garanzie processuali nella Costituzione repubblicana e nella Convenzione europea, in Studi Parmensi, vol. XVIII, Giuffrè, Milano, 1977, pp. 297 ss.
• Intervento al convegno sul tema Le intese tra Stato e Confessioni religiose. Problemi e prospettive, nel volume dello stesso titolo, curato da C. Mirabelli, Giuffrè, Milano, 1978, pp. 181 ss.
• Il diritto ad un giudice “indipendente ed imparziale” del personale dipendente degli organi costituzionali e della Corte dei Conti, in Diritto e Società, 1979, pp. 737 ss., e in Studi Parmensi, 1979, pp. 57 ss. (ripubblicato nel volume Costituzione e CorteCostituzionale. Percorsi di un rapporto “genetico” dinamico e indissolubile,
Giuffrè, Milano, 2010, pp. 151 ss.).
• “Teologia dei corpi separati” e partecipazione di troppo ad un conflitto di attribuzione tra organi supremi in Giurisprudenza Costituzionale, I, 1980, pp. 1421
ss. (ripubblicato nel volume Costituzione e Corte Costituzionale. Percorsi di un rapporto “genetico” dinamico e indissolubile, Giuffrè, Milano, 2010, pp. 231 ss.).
• Gli organi costituzionali “legibus soluti”, in Studi Parmensi, 1983, pp. 1 ss., in Giurisprudenza italiana, 1985, IV, pp. 102 ss.; in Studi in onore di Ugo Gualazzini,
III, Giuffré, Milano, 1986, pp. 1 ss. (ripubblicato nel volume Costituzione e Corte Costituzionale. Percorsi di un rapporto “genetico” dinamico e indissolubile Giuffrè,
Milano, 2010, pp. 239 ss.).
• “Sovranità” delle Camere e “diniego di giustizia” nella giurisprudenza della Corte Costituzionale, in Diritto processuale amministrativo, 1986, 2, pp. 245 ss.,
(ripubblicato nel volume Costituzione e Corte Costituzionale. Percorsi di un rapporto”genetico” dinamico e indissolubile, Giuffrè, Milano, 2010, 259 ss.).
• Profili essenziali del “progetto di società e stato” delineato nella Costituzione repubblicana, in Diritto e Società, 1987, pp. 345 ss., relazione tenuta al Convengo
“Le strade della Costituzione”, promosso ed organizzato dal Centro Studi Giuridici di Pontremoli, 8-11 dicembre 1983.
• Costituzione italiana e “raccomandazioni” di organismi europei per una disciplina normativa della c.d. ingegneria genetica, in Diritto e Società, 1988, pp. 499 ss..
• Autodichia, in Enciclopedia Giuridica Treccani, IV, Roma, 1988, ristampato nel volume Costituzione e Corte Costituzionale, Percorsi di un rapporto “genetico”
dinamico e indissolubile, Giuffrè, Milano, 2010, pp. 275 ss..
• Le Regioni in Parlamento. Attualità di una ormai antica proposta: la Camera delle Regioni, in Le Regioni, 1989, pp. 1333 ss., e in Studi Parmensi, 1990, pp. 179 ss.
• Costituzione e autonomia normativa delle Università, ne Il Foro italiano, 1990, pp. 1 ss., in AA.VV., L'Autonomia universitaria, Cedam, Padova, 1990, 11 ss., volume recante gli “atti” del Convegno promosso dall'Associazione Italiana dei Costituzionalisti, tenutosi il 25 novembre 1988, nell'Università di Studi di Bologna,
nel quadro delle manifestazioni per il IX Centenario della Università di Bologna; in Studi Parmensi, 1992, pp. 433 ss., in Universitas, n. 1, 1990, pp. 25 ss..
• Presidenza della Repubblica, in Enciclopedia Giuridica Treccani, 1991.
• Senato della Repubblica, in Enciclopedia Giuridica Treccani, 1991.
• Profili costituzionali dell'assistenza in psichiatria, in Studi Parmensi, 1992, pp. 455 ss., (relazione tenuta, il 17 novembre 1990, alla Conferenza internazionale “L'Esprit Humain”, promossa ed organizzata dal Pontificium Consilium de Apostolatu pro Valetudinis Administris, Città del Vaticano.
• L'accesso all'istruzione superiore in Europa e l'Università degli Studi di Parma, Parma, 1993, volume contenente le relazioni anche di N. Occhiocupo, Rettore
dell'Ateneo parmense, sul tema della conferenza congiunta tra Consiglio d'Europa, Commissione della Comunità europea e Università di Parma, svoltasi a Parma dal 13 al 16 ottobre 1992. Le conclusioni sul tema, secondo la prassi del Consiglio d'Europa, si tengono a Parma, in una seconda Conferenza congiunta dal 18 al 20 settembre 1995, con la partecipazione del Presidente della Repubblica, Luigi Scalfaro, e di tutti i Rettori delle Università italiane ed altri interventi del Rettore
dell'Ateneo Parmense.
• I diritti nella Costituzione italiana, in AA.VV., Ristendere i diritti umani?, Edizioni “Rezzara”, Vicenza, 1993, relazione tenuta al 25º Convegno su problemi
internazionali, promosso dall'Istituto “Rezzara” di Vicenza, svoltasi a Recoaro Terme, dall'11 al 13 settembre 1992, sul tema “Verso una ristesura dei diritti
fondamentali dell'uomo?”.
• Il Governo degli Atenei, in AA.VV., La sfida dell'autonomia universitaria, Padova, 1995, pp. 173 ss., relazione tenuta nell'ambito della Conferenza nazionale
dell'Università, promossa dalla Conferenza permanente dei Rettori e dal Ministero dell'Università e dalla Ricerca Scientifica e Tecnologia, svoltasi a Padova, dal 16 al 18 giugno 1994.
• La cornice costituzionale della cooperazione e dell'economia sociale, in AA.VV., Cooperative ed economia sociale a 150 anni da Rochdale, Unipolis, Bologna, 1996, pp. 333 ss., relazione tenuta nell'ambito del Forum internazionale promosso dalla Coop Consumatori Nordest ed altre società del mondo cooperativo italiano, tenutosi a Reggio Emilia dal 4 al 6 maggio 1995.
• In occasione dei primi 150 anni da Rochdale, Parma, Club Agora, 1996.
• Giovanni Paolo II: “servo e difensore” dei diritti umani, in A. Loiodice e M. Vari (a cura di), Giovanni Paolo II. Le vie della giustizia. Itinerari per il terzo millennio,
Roma, 2004, pp. 266 ss. 
• Il presente della famiglia, in L. Leuzzi e G.P. Milano (a cura di), La famiglia in Europa, Cantagalli, Siena, 2005.
• Riforma della Costituzione. Il nuovo Senato: “federale” di nome ma non di fatto, in “Cronache dal foro parmense”, Parma, giugno 2005.
• Piccola storia dell'attualità della Costituzione, ne il Mulino, 4, 2006, pp. 670 ss.
• Banche e concorrenza. Il ruolo dell'Autorità Garante [della Concorrenza e del Mercato], ne il Mulino, 3, 2007, pp. 241 ss..
• “Società della conoscenza” e ruolo strategico delle Università, in Scritti in onore di Michele Scudiero, III, Jovene, Napoli, 2008, pp. 1503 ss., e in Studi parlamentari e di politica costituzionale, n. 155-156, 2007, pp. 175 ss.
• Costituzione e riforma dello Stato, in Federalismi.it, n. 7, 2009, relazione riveduta, svolta al Convegno nazionale dell'Associazione Nazionale Funzionari
Amministrazione Civile degli Interni (ANFACI), nel trentesimo anniversario della fondazione dell'Associazione (10-12 ottobre 2008), pubblicata, non rivista, nel
volume contenente gli “atti”, con il titolo “Le sfide complesse del Nuovo nella continuità dei principi e dei valori della Carta Costituzionale”, Roma, 2008.
• La Corte Europea dei diritti dell'uomo dà il suo imprimatur all'autodichia della Camera dei Deputati e degli altri organi costituzionali dello Stato italiano, ne Il
Diritto dell'Unione Europea, n. 2, 2010, pp. 425 ss., e in Forum Quaderni costituzionali, 2010, www.forumcostituzionale.it, con il titolo Alla ricerca di un giudice: a Berlino, ieri; a Strasburgo, oggi; a Lussemburgo e a Roma, domani, forse, ora in Scritti in on. di Alessandro Pace, III, Napoli, Editoriale Scientifico, 2012.
• Persona umana e Costituzione. Attualità e validità di una scelta, in C. Mirabelli (a cura di), La Costituzione Repubblicana. Fondamenti, principi e valori, tra attualità e prospettive, Ares, Roma, 2010, pp. 66 ss., volume contenente gli atti del Convegno promosso ed organizzato dal Vicariato, svoltosi nella Pontificia Università Lateranese, dall'11 al 15 novembre 2008.
• Costituzione, persona umana, mercato concorrenziale, nel volume 20 anni di Antitrust. L'evoluzione dell'Autorità Garante della Concorrenza e del Mercato, t. 1,
Giappichelli, Torino, 2010, pp. 197 ss., e nella rivista dell'Associazione Italiana dei Costituzionalisti, 2010.
• La “strategia unitaria” di Giuseppe Dossetti nella elaborazione della Costituzione, in Federalismi.it, n. 15, 2011; nel volume AA.VV. “Per l'Italia 150 anni di
cittadinanze attive, Esedra, Padova, 2011, promosso dal Movimento di Volontariato Italiano, nell'ambito delle celebrazioni per il 150º Anniversario dell'Unità d'Italia e dell'Anno Europeo del Volontariato; in Studi parlamentari e di politica costituzionale, t. 2 del volume in onore di Nicola Greco, Edistudio, Roma, 2011,
pp. 159 ss..
• La Costituzione come bussola, in AA.VV., Decisione conflitti controlli, volume contenente gli “atti” del Convegno annuale dell'Associazione Italiana dei
Costituzionalisti, Parma, dal 29 al 30 ottobre 2010, Jovene Editore, Napoli, 2012, IXXII.
• Organi costituzionali e “teologia dei corpi separati” dello Stato, in Rassegna Parlamentare, n. 1, 2015, pp. 123 ss..
• L'università per un nuovo umanesimo. Nuova Antologia (2276). pp. 314–317. ISSN 0029-6147, 2015. 
• La “strategia unitaria” di Giuseppe Dossetti nella elaborazione della Costituzione, in Federalismi.it, n. 15, 2011; nel volume AA.VV. “Per l’Italia 150 anni di cittadinanze attive, Esedra, Padova, 2011, promosso dal Movimento di Volontariato Italiano, nell’ambito delle celebrazioni per il 150º Anniversario dell’Unità d’Italia e dell’Anno Europeo del Volontariato; in Studi parlamentari e di politica costituzionale, t. 2 del volume in onore di Nicola Greco, Edistudio, Roma, 2011, pp. 159 ss.. 
• La Costituzione come bussola, in AA.VV., Decisione conflitti controlli, volume contenente gli “atti” del Convegno annuale dell’Associazione Italiana dei Costituzionalisti, Parma, dal 29 al 30 ottobre 2010, Jovene Editore, Napoli, 2012, IX-XII.
• L’Università per un nuovo umanesimo, in Nuova Antologia, ottobre-dicembre 2015, 314 ss. 
• Organi costituzionali e “teologia dei corpi separati” dello Stato, in M. Boni (a cura di), L’autonomia degli Organi costituzionali alla prova delle riforme. Il ruolo della dirigenza (Atti del convegno svolto a Roma presso il Palazzo della Consulta il 19 maggio 2014), Roma, Corte Costituzionale, 2015, pp. 39 ss.; in Rassegna Parlamentare, n. 1, 2015, pp. 123 ss. 
• Una intesa lungimirante: la centralità della persona. A settanta anni dalla Costituzione, in Nuova Antologia, luglio-settembre 2018, 29 ss.

## Altri ruoli
• Socio fondatore dell'Associazione Italiana dei Costituzionalisti (AIC), eletto componente del Consiglio Direttivo (1997-2000).
• Socio fondatore dell'Associazione Universitaria di Studi Europei (AUSE).
• Componente della Società Italiana per il Progresso delle Scienze (SIPS) del cui Comitato Scientifico è membro.
• Socio dell'Istituto per la Documentazione e gli Studi Legislativi (ISLE).
• Componente della Commissione di assegnazione del Premio “Maestro del diritto - Duca di Amalfi”, istituito dalla Città di Amalfi (1999-2005).
• Componente della Commissione giudicatrice del Premio Nazionale per tesi di dottorato di ricerca sul tema dei diritti umani, promossa dall'Istituto di Studi Politici S. Pio V di Roma.

## Riconoscimenti
L’Amministrazione Comunale di Pescara gli ha assegnato la Civica Benemerenza “Ciattè d’Oro”;
Nel 1998 l'Amministrazione Comunale di Parma gli ha assegnato il Premio Sant'Ilario d'Oro, massima onorificenza cittadina quale riconoscimento per coloro che hanno portato lustro alla città a livello nazionale ed internazionale.
Nel 2013 l’Università degli Studi “G. d’Annunzio” di Chieti-Pescara gli ha assegnato l’onorificenza della Minerva.